# V ožidanii morja
V ožidanii morja (В ожидании моря), noto anche col titolo internazionale Waiting for the Sea, è un film del 2012 diretto da Bahtiër Hudojnazarov. Il film è ambientato sullo sfondo del prosciugato Mar d'Aral e affronta l'impatto della catastrofe ecologica sul destino delle persone in quella regione.

## Distribuzione
È stato presentato in anteprima fuori concorso al Festival internazionale del film di Roma 2012.